# Maria Oleneva
Maria Oleneva (en ruso: Мария Оленева, Moscú, 1905 – São Paulo, 16 de mayo de 1965) fue una bailarina y coreógrafa rusa.
Se formó en el Imperio ruso y se marchó de su país debido a la revolución. Se afincó inicialmente en París, trabajando en el Teatro de los Campos Elíseos (1919). Trabajó con Anna Pávlova (1920-1921) y Léonide Massine (1922).
Marchó a Sudamérica, donde fue coreógrafa y maestra en el Teatro Colón de Buenos Aires (1922-1924) y a partir de 1925 en el Teatro Municipal de Río de Janeiro, donde llegaría a ser directora de su escuela de danza y cuerpo de baile (1927-1943).
En 1943 pasó a trabajar en el Teatro Municipal de São Paulo como maestra y coreógrafa.